# Сеть космического наблюдения Соединённых Штатов
Сеть космического наблюдения Соединённых Штатов (United States Space Surveillance Network) обнаруживает, отслеживает, каталогизирует и идентифицирует искусственные объекты, вращающиеся вокруг Земли, такие как активные/неактивные спутники, отработавшие ракетные части или разнообразный космический мусор. Ответственность за систему несёт Joint Functional Component Command for Space (рус. Объединённое командование функциональных компонентов по космосу), входящее в состав Стратегического командования США (USSTRATCOM).
Задачи служб Космического наблюдения заключаются в следующем: 
- Предсказывать, когда и где разрушающийся космический объект снова войдет в атмосферу Земли ;
- Отличать возвращающийся космический объект, который для радара выглядит как ракета, от ложной тревоги в датчиках предупреждения о ракетном нападении в США и других странах;
- Наносить на карту текущее положение космических объектов и намечать их ожидаемые орбитальные траектории;
- Обнаруживать новые искусственные объекты в космосе;
- Правильно наносить на карту объекты, движущиеся по орбите Земли ;
- Поддерживать актуальным текущий каталог искусственных космических объектов;
- Определять, какой стране принадлежит очередной, новый выходящий в космос космический объект;
- Сообщать НАСА о том, могут ли объекты мешать спутникам и орбитам Международной космической станции .

Программа SPACETRACK представляет собой всемирную сеть космического наблюдения (англ. Space Surveillance Network, сокр. SSN), состоящую из выделенных, сопутствующих и имеющих электрооптические, пассивные радиочастотные и радиолокационные датчики. SSN поручено обеспечить каталогизацию и идентификацию космических объектов, предупреждать о спутниковых атаках, своевременное уведомлять американские силы о пролёте спутников, проводить мониторинг космического договора и вести сбор научно-технической информации. Продолжающееся увеличение численности спутников и орбитального мусора, а также растущее разнообразие траекторий запуска, нестандартных орбит и геосинхронных высот требует непрерывной модернизации SSN для удовлетворения существующих и будущих требований и обеспечения их рентабельной поддержки. 
SPACETRACK также разработал системные интерфейсы, необходимые для управления, нацеливания и оценки ущерба потенциальной будущей системы противоспутникового оружия США (ASAT). На оптической станции ВВС Мауи (AMOS) имеется Центр обработки информации изображений и суперкомпьютерный центр. Ресурсы и ответственность за разработку радиолокационной системы HAVE STARE были переданы SPACETRACK из разведывательной программы в соответствии с указаниями Конгресса в 93 финансовом году.

## История

### 1957-1963
Первая официальная попытка правительства США по каталогизации спутников произошла на Project Space Track, позже     известном как Национальный центр управления космическим наблюдением (NSSCC), расположенный в Hanscom Field в Бедфорде, штат Массачусетс . О процедурах, используемых в NSSCC, впервые сообщил технический директор NSSCC в 1959 и 1960 годах. В 1960 году в рамках проекта Space Track Фитцпатрик и Финдли разработали подробную документацию процедур, используемых в NSSCC.  Проект Space Track начал свою историю спутникового слежения с 1957–1961 гг. 

### Система космического наблюдения Военно-Воздушных Сил
Система космического наблюдения военно-воздушных сил (AFSSS), также известная как space fence «космический забор», представляла собой высокочастотную радиолокационную сеть, расположенную в южных районах Соединённых Штатов (от Калифорнии до Джорджии ) с централизованным узлом обработки данных в военно-морской сети. и командование космическими операциями в Дальгрене, штат Вирджиния . AFSSS начал как система космического наблюдения военно-морского флота (SPASUR) в 1961 году (позже переименован в NAVSPASUR). Он был передан ВВС в 2004 году и переименован в AFSSS. «Забор» эксплуатировался ВВС США ( 20-й эскадрилья космического контроля 1). 

## Космический каталог США
Министерство обороны США ведёт базу данных о состоянии спутников со времени запуска первого спутника в 1957 году, известную как Каталог космических объектов или просто Космический каталог. Эти состояния спутников регулярно пополняются данными наблюдений от Сети космического наблюдения, глобально распределённой сети интерферометров, радаров и оптических систем слежения. В USSTRATCOM ведутся две отдельные базы данных каталога: первичный каталог от космического командования ВВС (AFSPC) и альтернативный каталог от военно-космического командования (NSC). К 2001 году количество каталогизированных объектов составило почти 20 000. 
НАСА ведёт гражданские базы данных орбитальных элементов GP, также называемые, как двухстрочные элементы НАСА или NORAD

## Сеть космического наблюдения
Командование выполняет свои задачи через свою сеть космического наблюдения (SSN) армии, флота и военно-воздушных сил США, 30+ наземных радаров и оптических телескопов по всему миру, а также 6 спутников на орбите. 
- Выделенные датчики 
  - Наземные электрооптические системы наблюдения в дальнем космосе (GEODSS)
  - Космический телескоп наблюдения (SST)
  - MOSS - электрооптическая (EO) система наблюдения, расположенная на авиабазе Морон, Испания
  - GLOBUS II радар
  - AN / FPS-85 космический трековый радар
  - Система космического наблюдения ВВС AN / FPS-133, также известная как Космический забор и его замена Космический забор
  - Спутники космического эксперимента в средней зоне (MSX) / видимые космические спутники (SBV)
- Боковые датчики 
  - Телескоп системы космического наблюдения Мауи (MSSS) и усовершенствованная электрооптическая система (AEOS), расположенные рядом со станцией GEODSS в Мауи, Гавайи
  - Сверхширокополосный спутниковый радар Haystack (HUSIR), вспомогательный радар Haystack (HAX) и радар Millstone Hill
  - Радары ALTAIR и ALCOR на испытательном полигоне противоракетной обороны Рональда Рейгана, атолл Кваджалейн
  - Радиолокатор диапазона вознесения, найти на восточном полигоне Spacelift
  - Наземный радиолокационный прототип (GBR-P), расположенный на испытательном полигоне Рональда Рейгана по противоракетной обороне, атолл Кваджалейн
- Вспомогательные датчики 
  - Система твердотельной фазированной антенной решётки (SSPARS) / AN / FPS-132 Модернизированная система радарной системы раннего предупреждения (UEWR), развёрнутая на нескольких объектах
  - AN / FPS-108 Cobra Dane
  - AN / FPQ-16 Система определения характеристик радара по периметру (PARCS)

## Наземное электрооптическое наблюдение в дальнем космосе
Наземная электрооптическая система наблюдения в дальнем космосе, или GEODSS, представляет собой оптическую систему, в которой используются телескопы, телевизионные камеры низкого уровня освещённости и компьютеры. Она заменила старую систему из шести   дюймовых (полметровых) камер Бейкера-Нанна, в которых использовалась фотопленка . 
Есть три действующих сайта GEODSS, которые отчитываются перед 21-й оперативной группой : 
- Сокорро, Нью - Мексико 33°49′02″ с. ш. 106°39′36″ з. д.HGЯO
- АМОС, Мауи, Гавайи 20°42′32″ с. ш. 156°15′28″ з. д.HGЯO
- Диего Гарсия, Британская территория в Индийском океане 7°24′42″ ю. ш. 72°27′08″ в. д.HGЯO .

## Государственные службы
USSPACECOM в первую очередь интересуется активными спутниками, но также отслеживает космический мусор . По мере роста количества космического мусора и значения спутников в космосе стало важным защищать гражданскую экономическую деятельность и помогать операторам спутников избегать столкновений с мусором. В 2010 году USSTRATCOM был наделён полномочиями предоставлять услуги SSA (Space ситуационная осведомлённость) коммерческим и иностранным субъектам.  Начиная с 2019 года предоставляются следующие услуги: данные о местонахождении всех отслеживаемых объектов, оценка конъюнктуры, утилизация / поддержка по истечении срока службы и многое другое через веб-сайт space-track.org. 

## Внешние ссылки
- Сайт Space-Track
- Наблюдение за стратегическим командованием в США
- Orbital Debris Quarterly News информация о некоторых из последних событий в исследовании орбитального мусора.
- Air Force Fact Sheet. Дата обращения: 17 июня 2010. Архивировано 21 июля 2012 года.
- ГЕОДСС